# Lago de Gafsa
O lago de Gafsa (em francês: Lac de Gafsa) é um lago da Tunísia que se formou subitamente no início de julho de 2014, a cerca de 25 km a oeste da cidade de Gafsa. Ocupando uma área de cerca um hectare, com uma profundidade média de 10 metros e máxima de 18 metros, a sua origem é desconhecida. Popularmente também é conhecido como Gafsa Beach ("Praia de Gafsa").
Foi descoberto por pastores da região e logo ficou conhecido pelo público, servindo como uma espécie de praia onde acorrem centenas de pessoas todos os dias a banhar-se em suas águas. As autoridades no entanto não aconselham o banho em suas águas já que sua origem é indeterminada e que as mesmas podem ser cancerígenas, já que o lago localiza-se em uma região onde abundam depósitos de fosfato cujos resíduos são por vezes radioativos.